# Furlo-Schlucht

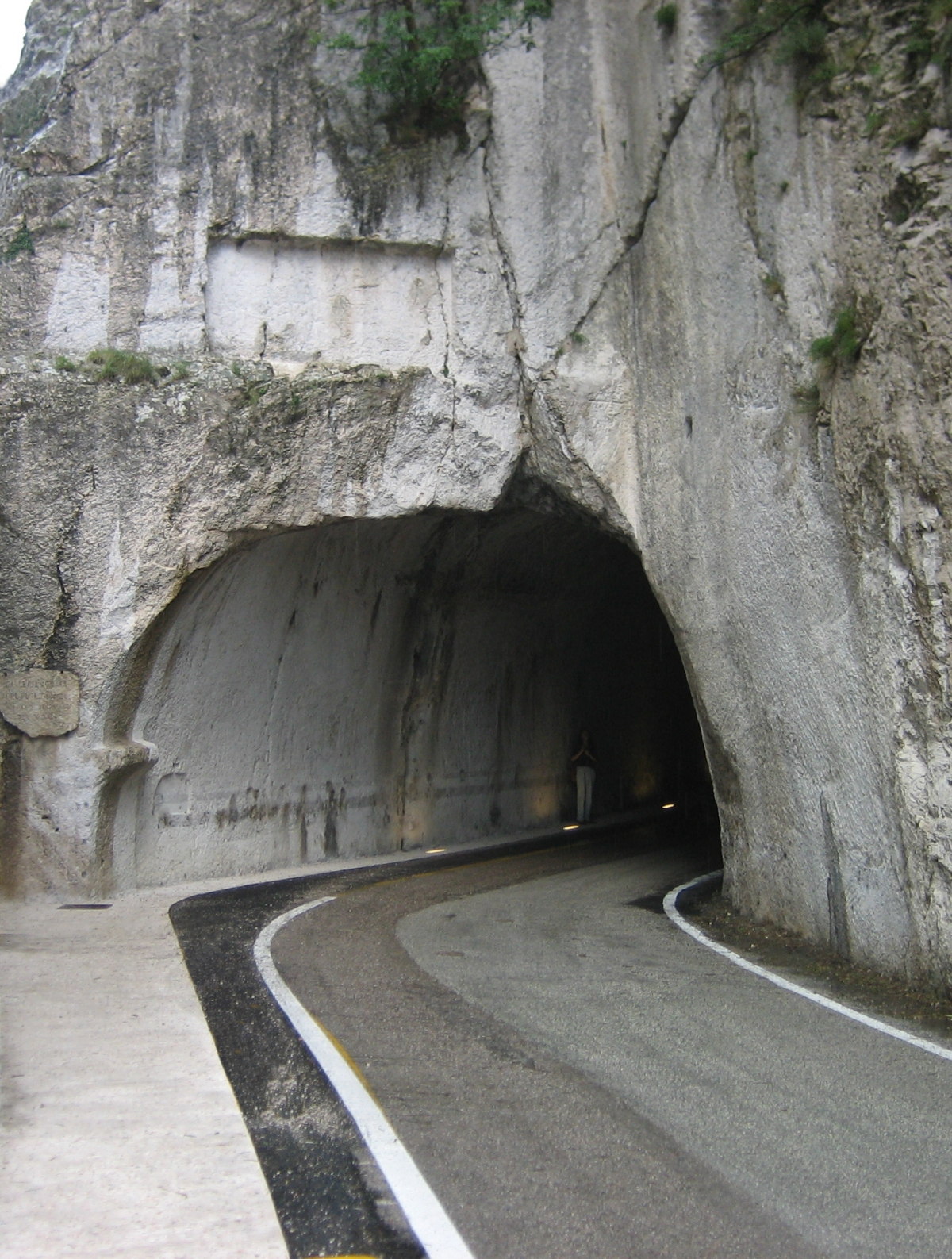
Eingang des römischen Tunnels

Furlo-Schlucht

Die Furlo-Schlucht (auch Furlo-Pass; italienisch: Gola del Furlo oder Passo del Furlo) ist eine Schlucht an der antiken Römerstraße Via Flaminia in der Region Marken in Mittelitalien.
Die auf 212 m s.l.m. eingeschnittene Schlucht wurde zwischen den Bergen Pietralata (889 m s.l.m.) und Paganuccio (976 m s.l.m.) durch den Fluss Candigliano geformt, einen Nebenfluss des Metauro. Seit 2001 ist sie Teil des staatlichen Naturschutzgebiets Riserva Naturale Statale Gola del Furlo und wird touristisch oft als „Grand Canyon Italiens“ vermarktet.
Der römische Kaiser Vespasian ließ hier einen Tunnel bauen, um die Durchfahrt auf der Via Flaminia an der engsten Stelle der Schlucht zu erleichtern (daher der Name, vom lateinischen forulum, was „kleines Loch“ bedeutet). Daneben befindet sich ein ähnlicher kleinerer Tunnel aus der Zeit der Etrusker. Über dem nordöstlichen Eingang ist noch die Inschrift zu sehen, die die Fertigstellung zwischen 76 und 77 belegt:

„IMP(erator) CAESAR AUG(ustus) / VESPASIANUS PONT(ifex) MAX(imus) / TRIB(unicia) POT(estate) VII IMP(erator) XVII P(ater) P(atriae) CO(n)S(ul) VIII / CENSOR FACIUND(um) CURAVIT“

Der Tunnel hat eine Länge von 38,30 m, eine maximale Breite von 5,47 m und eine Höhe von 5,95 m. Er wurde mit dem Meißel in den kompakten Kalkstein geschlagen und hat keine Auskleidung. Während der Gotenkriege im 6. Jahrhundert ließ der Ostgotenkönig Totila die Passage befestigen, aber seine Truppen wurden vom römischen Feldherrn Belisarius vertrieben. Die Langobarden eroberten die Schlucht zwischen 570 und 578 und zerstörten die Befestigungsanlagen.
In den folgenden Jahrhunderten wurde die Via Flaminia nahezu aufgegeben. Im Jahr 1502 benutzte Lucrezia Borgia sie auf einer Reise nach Ferrara und 1506 nahm Julius II. die Straße auf seinem Weg nach Bologna. Zu Beginn des 18. Jahrhunderts blieb die Durchfahrt schwierig und gefährlich, und erst 1776 wurden Tunnel und Straße wieder eröffnet. Zwischen dem 23. Mai und dem 12. Juni 1849 lieferten sich hier Soldaten der Römischen Republik unter dem Kommando von Oberst Luigi Pianciani ein Gefecht mit der österreichischen Armee. Seit 1922 ist der Candigliano 200 m unterhalb des Tunnels durch den Furlo-Staudamm (ital. Diga del Furlo) aufgestaut.
In den 1930er Jahren wurde in die Hänge des Monte Pietralata ein Profil von Benito Mussolini von einer örtlichen Abteilung des Staatlichen Forstkorps Guardia Forestale gemeißelt, das während des Zweiten Weltkriegs von Partisanen zerstört wurde. Während des Zweiten Weltkriegs lag die Schlucht zwar im umkämpften Gebiet, war aber nicht Schauplatz heftiger Zusammenstöße.
In den 1970er Jahren wurden die Naturschönheiten der umliegenden Landschaft immer mehr zerstört, und die Straße wurde durch die intensive Tätigkeit der Steinbrüche in der Schlucht immer schlechter. Seit dem Bau der Strada Statale 3 Via Flaminia in den 1980er Jahren wird die Furlo-Schlucht vom Verkehr weitgehend umgangen.
Koordinaten: 43° 39′ 12″ N, 12° 43′ 51,6″ O